# Passimojärvi
Passimojärvi är en sjö i kommunen Enare i landskapet Lappland i Finland. Arean är 35 hektar och strandlinjen är 4,31 kilometer lång. Sjön  ingår i Pasvik älvs huvudavrinningsområde.   Den ligger omkring 250 kilometer norr om Rovaniemi och omkring 960 kilometer norr om Helsingfors. 